# August Sigmund Frobenius
August Sigmund Frobenius (1700?–1741?) FRS, también conocido como Sigismond Augustus Frobenius, Joannes Sigismundus Augustus Frobenius, y Johann Sigismund August Froben, fue un químico londinense nacido en 
Wittenberg (Alemania) del siglo XVIII conocido por realizar la primera descripción detallada de las propiedades del éter etílico y dar nombre a esta sustancia (Spiritus Vini Æthereus). No se conoce mucho de su vida. 
Trabajó en París, Alemania e Italia. Produjo éter en el laboratorio de Ambrose Godfrey en Londres, siguiendo un método de Isaac Newton. Publicó su primer artículo sobre el éter en 1730 en el Philosophical Transactions of the Royal Society con el título An Account of a Spiritus Vini Æthereus, Together with Several Experiments Tried y provocó un nuevo interés científico en esta sustancia. Este artículo contiene una descripción extensa de las propiedades del éter, pero no incluye procedimientos experimentales. Estos detalles que faltan fueron depositados sin embargo en la Royal Society y se publicaron en 1741 después de su muerte por Cromwell Mortimer. En ese momento, el procedimiento ya había sido descubierto y publicado por otros químicos, incluyendo a Georg Ernst Stahl, Friedrich Hoffmann, Johann Heinrich Pott, Grosse, Henri-Louis Duhamel du Monceau, Schulze, y Jean Hellot.